# Ransford W. Shaw
Ransford W. Shaw (* 3. Juni 1856 in Centerville, Maine; † 1945 in Houlton, Maine) war ein US-amerikanischer Anwalt und Politiker, der von 1921 bis 1924 Maine Attorney General war. 

## Leben
Ransford Wayman Shaw wurde als Sohn von James Barlow Shaw und Deborah Gallop in Centerville geboren.
Als Mitglied der Republikanischen Partei gehörte er von 1893 bis 1895 dem Senat von Maine an und war von 1921 bis 1924 Maine Attorney General. Shaw war Delegierter der Republican National Convention von Maine im Jahr 1932.
Durch sein Interesse an der lokalen Geschichte von Maine war er im Jahr 1938 beteiligt an der Gründung des Aroostook County Historical and Art Museum.
Shaw war mit Elizabeth White McClintock verheiratet. Sie hatten sieben Kinder. Er starb im Jahr 1945 in Houlton. Sein Grab befindet sich auf dem Evergreen Cemetery in Houlton.